# إريك كاميلي
إريك كاميلي (بالفرنسية: Eric Camilli) مواليد 6 سبتمبر 1987، هو سائق راليات فرنسي. بدأ مسيرته في سنة 2007. كان أول رالي له هو رالي ألمانيا 2014. شارك في بطولة العالم للراليات.

## روابط خارجية
- إريك كاميلي على موقع Rallye-info.com (الإنجليزية)
- إريك كاميلي على موقع eWRC-results.com (الإنجليزية)